# Эслёв
Эслёв (швед. Eslöv) — город в южной Швеции, административный центр Эслёвской коммуны в Сконе.

## История
До XIX века известен как деревня. В 1856 году в Эслёве открылась станция на железнодорожной магистрали, соединяющей Стокгольм и Мальмё. В 1860-е годы с развитием железнодорожной сети станция становится узловой, откуда поезда следуют в шести направлениях. Начался рост численности населения, которая к 1875 году достигла 1240 человек. В результате населённый пункт получил статус кёпинга (торгового города). В 1911 году при численности населения 5400 человек он получил статус города. Рост численности населения продолжался в последующие годы: в 1951 году она достигла 7000 человек, в 1964 году — 11000 человек, в 1995 году — 15000 человек. После административной реформы 1971 года Эслёв стал центром Эслёвской коммуны, в которой к 2018 году проживает более 30000 человек.
Город располагает собственным аэродромом, изначально использовавшимся для доставки почты, а во время Второй мировой войны — в качестве военно-тренировочной базы. В настоящее время здесь располагаются частные ангары и парашютный клуб.

## Галерея
- Вокзал Эслёва
- Общественный центр Эслёва